# Ultima Thule (эстонская группа)
Ultima Thule (Ультима Туле) — эстонская рок-группа. Название происходит от легендарного острова Туле.

## История
Группа была создана в 1986 году. Её ядро составили музыканты групп «Лайнер» и «Мюзик Сейф», аккомпанировавшие Яаку Йоале: Рихо Сибул (гитара), Вячеслав Кобрин (гитара), Ааре Пыдер (клавишные), Рауль Вайгла (бас-гитара), Яак Ахелик (ударные). На тартуских Днях музыки 1986 года группа выступала как «Кобрин блюз бэнд». В следующем году к группе присоединился певец Тынис Мяги.
Первое публичное выступление группы под именем «Ультима Туле» состоялось 28 февраля 1987 года в таллинском Линнахалле. Группа быстро добилась популярности, в 1987—1988 гг. участвовала в Днях музыки в Тарту, гастролировала в Индии, участвовала в международном таллинском фестивале «Рок-лето», совершила два турне по Финляндии.
В 1988 году из «Ультима Туле» ушёл Тынис Мяги, продолжив карьеру сольного исполнителя. Роль вокалиста взял на себя Рихо Сибул, а во время концертных поездок с группой иногда выступала Сильви Врайт. Покинул группу и Ааре Пыдер. Позднее Вячеслав Кобрин эмигрировал в Канаду.
Основные стили группы — ритм-энд-блюз, блюз и хард-рок.

## Дискография
- Ультима Тхуле (LP, MC, Мелодия 1988) - издана на виниле именно в таком написании названия.
- Pro Estonia (LP, 1992)
- Ultima Thule (EP, Elwood Muusik 1997)
- Mis maa see on (koos Siiri Sisaskiga, 2CD, MC, Elwood Muusik 1998)
- Ultima Thule + Keelpillikvartett (CD, MC, Elwood Muusik 1998)
- Kogutud teosed 1987—2002 (2CD, Elwood Muusik 2002)
- Ingel ja Suli (CD, Elwood Muusik 2005)